# Lucie Ingemann
Lucie Marie Ingemann, nacida Mandix (1792–1868), fue una pintora danesa recordada por sus grandes retablos que describen figuras bíblicas. Muchas de sus obras se exhiben todavía en las iglesias de Dinamarca.

## Biografía
Hija del consejero privado Jacob Mandix (1758–1831) y de Margaretha Elisabeth Hvistendahl (1756–1816), Lucie Marie Mandix nació el 19 de febrero de 1792 en Copenhague. Cuando tenía 20 años se comprometió con el escritor Bernhard Severin Ingemann, con quien se casó en julio de 1822. Disfrutaron de un feliz matrimonio en su casa de Sorø donde recibían a figuras conocidas como Hans Christian Andersen y Bertel Thorvaldsen. Su marido apoyaba su interés en la pintura, que ella practicaba mientras él escribía poesía.